# Giuseppe Incorpora
Giuseppe Incorpora (Palermo, 1834-idem, 1914) fue un importante fotógrafo italiano del siglo XIX. 